# Surto de sarna humana no Brasil em 2021
O surto de sarna humana no Brasil ou também conhecida como escabiose humana, é um evento que está ocorrendo no Brasil, o seu começo ocorreu no município de Praia Grande no litoral do estado de São Paulo, por enquanto com o seu foco apenas na cidade a doença se alastra pelos bairros pobres e carentes de saneamento básico e começa a chegar aos bairros mais ricos da cidade. A doença já trouxe enfermidades a 40 famílias da cidade, sendo estas em crianças e adultos.
O surto só foi reconhecido, após uma moradora criar um Instagram para falar sobre a doença que estava se alastrando pela região, e assim chamar atenção do portal de noticias UOL quando foi divulgado que uma criança de apenas  6 meses havia sido internada em decorrência da doença.

## A doença
A escabiose humana é uma doença simples e que normalmente não causa problemas graves em humanos, porém pode chegar a levar crianças de até 1 ano de idade à internação. Mesmo não sendo grave, a doença causa incômodos e em casos mais severos pode impossibilitar o afetado a realizar atividades do dia a dia. A preocupação principal é a alta transmissibilidade da mesma.

### Sintomas
- Bolhas na pele;
- Erupções cutâneas (o que facilitam a transmissão);
- Inchaço;
- Vermelhidão;
- Ulceras;
- Coceira;
- Em casos mais graves é associado problemas gastrointestinais.

### Tratamentos
Os tratamentos para esta doença são feitos com clínicos gerais, pediatras e com dermatologistas. Normalmente são utilizados alguns antiparasitários e em casos mais graves corticoides. Os medicamentos normalmente utilizados são:
- Permetrina;
- Crotamiton;
- Ivermectina.

## O surto

### Início
O início do surto é incerto, porém há relatos da doença a meses, e estes relatos estavam sendo ignorados por estarem contidos em bairros pobres da cidade de Praia Grande. Porém com a internação de uma criança e com a chegada da doença aos bairros nobres a doença começou a ser amplamente divulgada e agora preocupa moradores. A doença não é grave mas é altamente transmissível e sua baixa transmissibilidade atual pode ser um aspecto causado pelo distanciamento social proposto contra a COVID-19 que também assola o Brasil.

### Preocupação
A preocupação principal é com a alta taxa de transmissão da doença, tendo em vista que a doença estava contida em bairros humildes de uma cidade e agora está se alastrando para toda a cidade, em pouco tempo sem tomada a devida precaução a doença pode se espalhar pelo populoso litoral paulista e assim se alastrar por todo o estado de São Paulo. Por ser um surto recente e os postos de saúde estarem sendo tomados por enfermos da COVID-19, atualmente a cidade não tem infraestrutura para tratar todos os enfermos e os medicamentos estão em falta, o que complica a situação de famílias humildes.

### A Prefeitura
A prefeitura de Praia Grande enviou uma base móvel para os bairros mais humildes para o tratamento dos enfermos, porem na ação da base móvel foram encontrados apenas 6 casos de sarna e outros 2 de piolhos. Em declaração a prefeita falou em uma jogada politica a ampla divulgação da doença que já era considerada endêmica no pais:
| “                                               | ...Esses casos dessas doenças estão sendo explorados politicamente por algumas pessoas que têm como objetivo denegrir a imagem da cidade e da atual administração municipal. Infelizmente, indivíduos desse tipo não querem ver o bem da população e sim se aproveitam das mazelas da sociedade. | ” |
| — Raquel Chini (PSDB), prefeita de Praia Grande | |   |